# Mônaco nos Jogos Olímpicos de Inverno da Juventude de 2012
Mônaco participará dos Jogos Olímpicos de Inverno da Juventude de 2012, a serem realizados em Innsbruck, na Áustria. Até o momento, o país classificou um atleta do esqui alpino masculino.